# Phare de l'Île-Machias-Seal
Le phare de l'Île-Machias-Seal (anglais : Machias Seal Island Lighthouse) est une installation côtière d'aide à la navigation située sur l'île Machias Seal au sud-ouest du Nouveau-Brunswick (Canada). Tour octogonale en béton de 19,8 m construite en 1914, il est l'un des derniers phares habités du Canada et marque la souveraineté canadienne sur cette île.
Il a été désigné phare patrimonial en 2015 par la commission des lieux et des monuments historiques du Canada.